# Peckia brullei
Peckia brullei är en tvåvingeart som först beskrevs av Macquart 1835.  Peckia brullei ingår i släktet Peckia och familjen köttflugor. Inga underarter finns listade i Catalogue of Life.